# Izogona

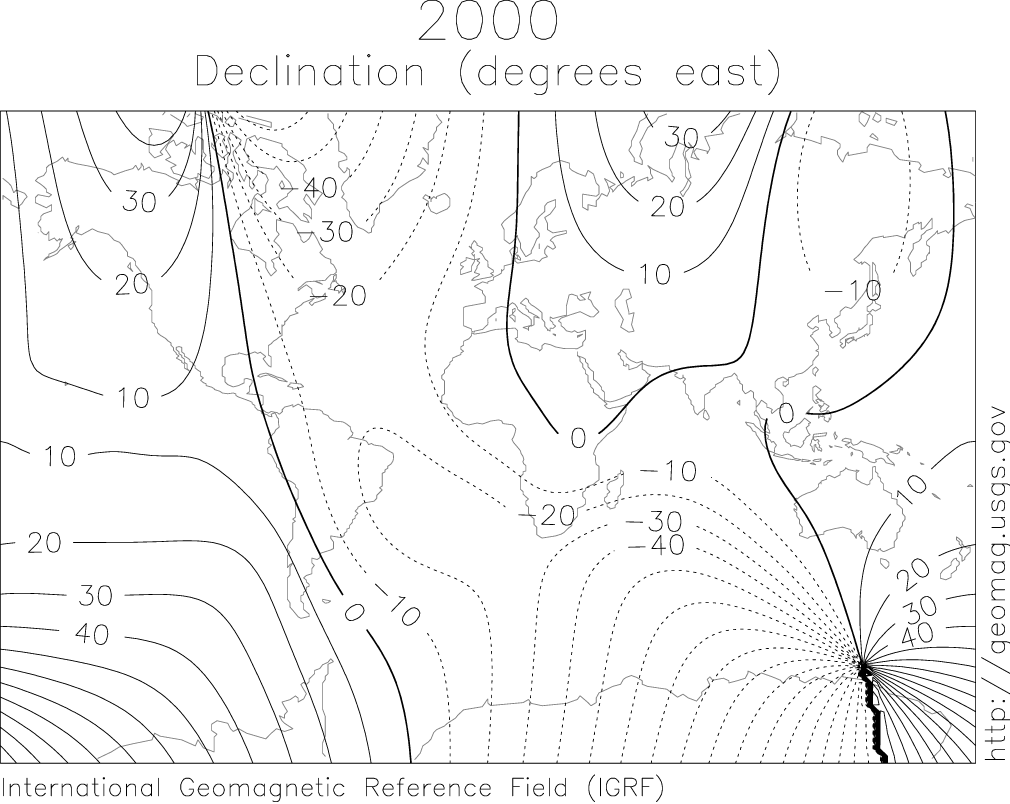
Mapa deklinacji magnetycznych dla roku 2000. Zaznaczono izogony co 10°, a grubszą linią – agonę

Zmiany położenia izogon w ostatnich stuleciach

Izogona (izo- + gr. gõnía = „kąt”) – izolinia biegnąca na mapie (geograficznej lub magnetycznej) wzdłuż miejsc o takiej samej wartości deklinacji magnetycznej. Szczególną odmianą izogony jest agona – linia łącząca punkty o zerowej deklinacji magnetycznej.